# Белзито (Козенца)
Белзито (итал. Belsito) је насеље у Италији у округу Козенца, региону Калабрија.
Према процени из 2011. у насељу је живело 435 становника. Насеље се налази на надморској висини од 700 м.

## Становништво
| 1936. | 1951. | 1961. | 1971. | 1981. | 1991. | 2001. | 2011. |
| ----- | ----- | ----- | ----- | ----- | ----- | ----- | ----- |
| 1.298 | 1.371 | 1.169 | 934   | 919   | 901   | 930   | 958   |